# Fjodor Buslajev

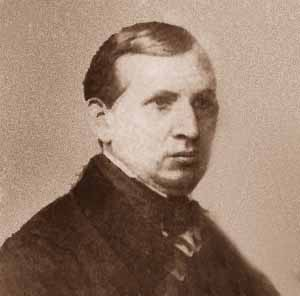
Fjodor Buslajev

Fjodor Ivanovitj Buslajev (ryska: Фёдор Иванович Буслаев), född 25 april (gamla stilen: 13 april) 1818 i Kerensk, guvernementet Penza, död 12 augusti (gamla stilen: 31 juli) 1897 i guvernementet Moskva, var en rysk filolog. 
Buslajev studerade vid Moskvauniversitetet, åtföljde därefter såsom lärare några unga adelsmän till Italien, utnämndes 1848 till professor i ryska litteraturen vid nämnda universitet, vilken lärostol han lämnade vid mitten av 1880-talet, och blev 1872 ledamot av ryska vetenskapsakademien i Sankt Petersburg, på uppdrag av vilken han skrev monografier över åtskilliga ryska författare och konstnärer. 
I sitt arbete om historisk rysk grammatik (1858) tillämpade Buslajev på ryskan den av Jacob Grimm i dennes tyska språklära skapade metoden. Av Buslajevs följande arbeten kan nämnas Historiska skisser över Rysslands litteratur och nationella konst (två band, 1861), Rysslands folkliga epos (1862), Anteckningar om det religiösa måleriet i Ryssland (1866), Historisk krestomati (1866), Om folkets liv och diktning (1872) samt tidskriftsuppsatserna Ideala kvinnokaraktärer i det forntida Ryssland, Eddasångerna, Cyrillus och Methodius, Våra förfäders etnografiska fantasier m.m. Genom sina undersökningar i slavisk fornkunskap inlade han stor förtjänst särskilt genom att påvisa sambandet mellan litteraturens och konstens alster.